# 수쿰빗 로드

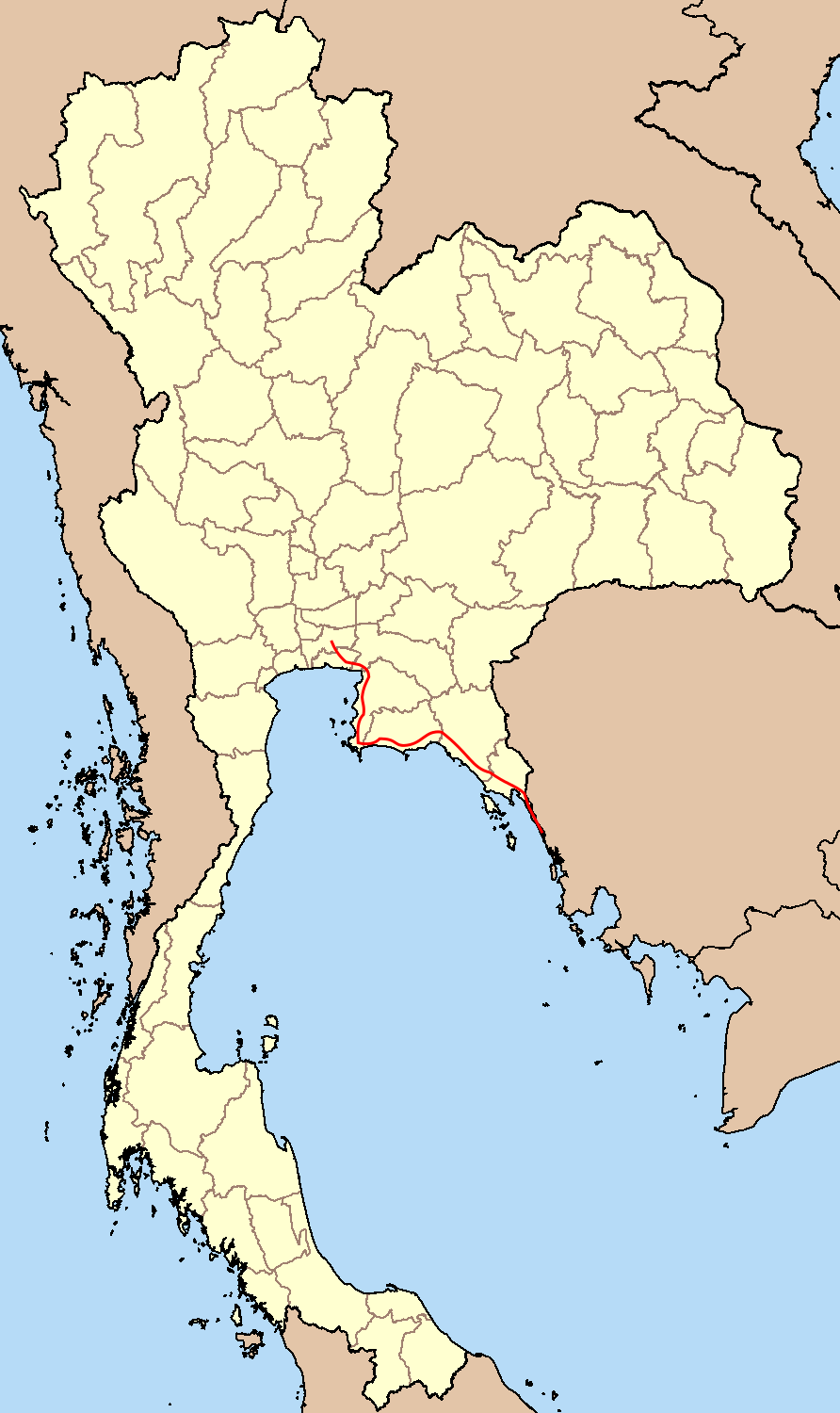

수쿰빗 로드(Sukhumvit Road, 태국어: ถننسุขุม่ท, RTGS: Thanon Sukhumwit, 발음: [tʰā.nūn sùʔ.kʰūm.wít]) 또는 3번 고속도로(태국어: ทมหม่มแผ่ม่ม्त्त्หม्त्र्ข 3)는 태국 및 주요 지상 도로 방콕과 다른 도시의 주요 도로이다. 방콕에서 클롱야이군, 뜨랏주 국경, 캄보디아 코콩주까지 해안 경로를 따라간다.
수쿰빗 로드는 5대 고속도로 국장인 프라 비살 수쿰빗(Phra Bisal Sukhumvit)의 이름을 따서 명명되었다. 파호뇨틴 로드(1번 고속도로), 미트라팝 로드(2번 고속도로), 펫카셈 로드(4번 고속도로)와 함께 태국의 4대 주요 고속도로 중 하나이다.